# ماشینی نو
«ماشین نو» (به انگلیسی: A New Machine) آهنگی از آلبوم لغزش آنی در عقل گروه موسیقی پراگرسیو راک انگلیسی پینک فلوید است که در سال ۱۹۸۷ منتشر شد.آهنگ توسط دیوید گیلمور ساخته شده است.

## درباره
این آهنگ دارای دو بخش است و مابین این دو بخش آهنگ «یخ‌بندان نهایی» قرار می‌گیرد.از سازهایی بمانند درام و گیتار در این آهنگ استفاده نمی‌شود و دیوید گیلمور به واسطهٔ وکودر آهنگ را می‌خواند.
بعد از آهنگ «پایان کودکی» از آلبوم تیره و تار در پشت ابر در سال ۱۹۷۲ این دو اهنگ اولین آهنگ‌های پینک فلوید است که دیوید گیلمور تنها ترانه‌سرای آن است.

## سازندگان
- دیوید گیلمور - وکودر،سینث‌سایزر
- پتریک لئونارد - سینث‌سایزر